# Wereldkampioenschappen atletiek 1995
De vijfde Wereldkampioenschappen atletiek vonden plaats in het Ullevi-stadion in Göteborg (Zweden) van 5 tot 13 augustus 1995.
Op deze kampioenschappen liepen de vrouwen voor het eerst een 5000 meter, in plaats van de 3000 m die bij de voorgaande kampioenschappen op het programma stond.
De Surinaamse Letitia Vriesde haalde zilver op de 800 meter.

## Wereldrecords
Er werden drie wereldrecords gevestigd:
- Jonathan Edwards (Groot-Brittannië) sprong 18,29 meter in het hink-stap-springen.
- Inessa Kravets (Oekraïne) sprong in het hink-stap-springen voor de vrouwen 15,50 meter.
- Kim Batten (Verenigde Staten) liep de 400 meter horden voor vrouwen in 52,61 seconden.

## Deelnemers

### Nederland
- Marko Koers

800 m — series 1.46,73
- Marcel Laros

3000 m steeple — series 8.31,10
- Ellen van Langen

800 m — series 1.59,61, halve finale 1.58,86, finale 1.58,98 (6e plaats)
- Stella Jongmans

800 m — series 2.01,13, halve finale 2.05,11
- Corrie de Bruin

Kogelstoten — kwalificatie 17,01 m
Discuswerpen — kwalificatie 58,14 m
- Jacqueline Goormachtigh

Discuswerpen — kwalificatie 57,82 m
- Sharon Jaklofsky

Zevenkamp — 12e plaats (6.148 punten) (13,56-1,77-12,94-24,88-6,53-41,30-2.19,06)

## Uitslagen

### 100 m
| Rang | Land | Atleet             | Tijd  |
| ---- | ---- | ------------------ | ----- |
| 1    | CAN  | Donovan Bailey     | 9,97  |
| 2    | CAN  | Bruny Surin        | 10,03 |
| 3    | TRI  | Ato Boldon         | 10,03 |
| 4    | NAM  | Frankie Fredericks | 10,07 |
| 5    | USA  | Mike Marsh         | 10,10 |
| 6    | GBR  | Linford Christie   | 10,12 |
| 7    | NGR  | Olapade Adeniken   | 10,20 |
| 8    | JAM  | Ray Stewart        | 10,29 |

| Rang | Land | Atleet                | Tijd  |
| ---- | ---- | --------------------- | ----- |
| 1    | USA  | Gwen Torrence         | 10,85 |
| 2    | JAM  | Merlene Ottey         | 10,94 |
| 3    | RUS  | Irina Privalova       | 10,96 |
| 4    | USA  | Carlette Guidry-White | 11,07 |
| 5    | UKR  | Zjanna Tarnopolskaja  | 11,07 |
| 6    | GER  | Melanie Paschke       | 11,10 |
| 7    | NGR  | Mary Onyali           | 11,15 |
| 8    | JAM  | Juliet Cuthbert       | 11,44 |

### 200 m
| Rang | Land | Atleet             | Tijd  |
| ---- | ---- | ------------------ | ----- |
| 1    | USA  | Michael Johnson    | 19,79 |
| 2    | NAM  | Frankie Fredericks | 20,12 |
| 3    | USA  | Jeff Williams      | 20,18 |
| 4    | BRA  | Robson da Silva    | 20,21 |
| 5    | BRA  | Claudinei da Silva | 20,40 |
| 6    | NOR  | Geir Moen          | 20,51 |
| 7    | GBR  | John Regis         | 20,67 |
| 8    | CUB  | Iván García        | 20,77 |

| Rang | Land | Atleet             | Tijd  |
| ---- | ---- | ------------------ | ----- |
| 1    | JAM  | Merlene Ottey      | 22,12 |
| 2    | RUS  | Irina Privalova    | 22,12 |
| 3    | RUS  | Galina Malchugina  | 22,37 |
| 4    | GER  | Melanie Paschke    | 22,60 |
| 5    | GER  | Silke-Beate Knoll  | 22,66 |
| 6    | NGR  | Mary Onyali        | 22,71 |
| 7    | RUS  | Marina Trandenkova | 22,84 |
| 8    | USA  | Gwen Torrence      | DSQ   |

### 400 m
| Rang | Land | Atleet           | Tijd       |
| ---- | ---- | ---------------- | ---------- |
| 1    | USA  | Michael Johnson  | 43,39 (KR) |
| 2    | USA  | Butch Reynolds   | 44,22      |
| 3    | JAM  | Gregory Haughton | 44,56      |
| 4    | KEN  | Samson Kitur     | 44,71      |
| 5    | GBR  | Mark Richardson  | 44,81      |
| 6    | USA  | Darnell Hall     | 44,83      |
| 7    | GBR  | Roger Black      | 45,28      |
| 8    | NGR  | Sunday Bada      | 45,50      |

| Rang | Land | Atleet                 | Tijd  |
| ---- | ---- | ---------------------- | ----- |
| 1    | FRA  | Marie-José Pérec       | 49,28 |
| 2    | BAH  | Pauline Davis-Thompson | 49,96 |
| 3    | USA  | Jearl Miles-Clark      | 50,00 |
| 4    | AUS  | Cathy Freeman          | 50,60 |
| 5    | NGR  | Fatima Yusuf           | 50,70 |
| 6    | NGR  | Falilat Ogunkoya       | 50,77 |
| 7    | USA  | Maicel Malone-Wallace  | 50,99 |
| 8    | JAM  | Sandie Richards        | 51,13 |

### 800 m
| Rang | Land | Atleet               | Tijd    |
| ---- | ---- | -------------------- | ------- |
| 1    | DEN  | Wilson Kipketer      | 1.45,08 |
| 2    | BUR  | Arthémon Hatungimana | 1.45,64 |
| 3    | NOR  | Vebjørn Rodal        | 1.45,68 |
| 4    | GER  | Nico Motchebon       | 1.45,97 |
| 5    | USA  | Brandon Rock         | 1.46,42 |
| 6    | USA  | Jose Parrilla        | 1.46,44 |
| 7    | ITA  | Andrea Giocondi      | 1.47,78 |
| 8    | USA  | Mark Everett         | 1.53,12 |

| Rang | Land | Atleet                  | Tijd         |
| ---- | ---- | ----------------------- | ------------ |
| 1    | CUB  | Ana Fidelia Quirot      | 1.56,11      |
| 2    | SUR  | Letitia Vriesde         | 1.56,68 (AM) |
| 3    | GBR  | Kelly Holmes            | 1.56,95      |
| 4    | FRA  | Patricia Djaté-Taillard | 1.57,04      |
| 5    | USA  | Meredith Rainey-Valmon  | 1.58,20      |
| 6    | NED  | Ellen van Langen        | 1.58,98      |
| 7    | RUS  | Ljoebov Goerina         | 1.59,16      |
| 8    | RUS  | Tatyana Grigoryeva      | 2.05,55      |

### 1.500 m
| Rang | Land | Atleet                 | Tijd    |
| ---- | ---- | ---------------------- | ------- |
| 1    | ALG  | Noureddine Morceli     | 3.33,73 |
| 2    | MAR  | Hicham El Guerrouj     | 3.35,28 |
| 3    | BUR  | Vénuste Niyongabo      | 3.35,56 |
| 4    | MAR  | Rachid El Basir        | 3.35,96 |
| 5    | CAN  | Kevin Sullivan         | 3.36,73 |
| 6    | FRA  | Abdel-Kader Chékhémani | 3.36,90 |
| 7    | QAT  | Mohamed Suleiman       | 3.36,96 |
| 8    | ESP  | Fermín Cacho           | 3.37,02 |

| Rang | Land | Atleet             | Tijd    |
| ---- | ---- | ------------------ | ------- |
| 1    | ALG  | Hassiba Boulmerka  | 4.02,42 |
| 2    | GBR  | Kelly Holmes       | 4.03,04 |
| 3    | POR  | Carla Sacramento   | 4.03,79 |
| 4    | CAN  | Angela Chalmers    | 4.04,74 |
| 5    | RUS  | Ljoedmila Borisova | 4.04,78 |
| 6    | POL  | Anna Brzezinska    | 4.05,65 |
| 7    | USA  | Ruth Wysocki       | 4.07,08 |
| 8    | ESP  | Maite Zúñiga       | 4.07,27 |

### 5.000 m
| Rang | Land | Atleet         | Tijd     |
| ---- | ---- | -------------- | -------- |
| 1    | KEN  | Ismael Kirui   | 13.16,77 |
| 2    | MAR  | Khalid Boulami | 13.17,15 |
| 3    | KEN  | Shem Kororia   | 13.17,59 |
| 4    | MAR  | Ismaïl Sghyr   | 13.17,86 |
| 5    | MAR  | Brahim Lahlafi | 13.18,89 |
| 6    | ETH  | Worku Bikila   | 13.20,12 |
| 7    | USA  | Bob Kennedy    | 13.32,10 |
| 8    | ETH  | Fita Bayissa   | 13.34,52 |

| Rang | Land | Atleet             | Tijd          |
| ---- | ---- | ------------------ | ------------- |
| 1    | IRL  | Sonia O'Sullivan   | 14.46,47 (KR) |
| 2    | POR  | Fernanda Ribeiro   | 14.48,54      |
| 3    | MAR  | Zahra Ouaziz       | 14.53,77      |
| 4    | ROU  | Gabriela Szabó     | 14.56,57      |
| 5    | GBR  | Paula Radcliffe    | 14.57,02      |
| 6    | RUS  | Mariya Pantyukhova | 15.01,23      |
| 7    | KEN  | Rose Cheruiyot     | 15.02,45      |
| 8    | RSA  | Gwen Griffiths     | 15.08,05      |

### 10.000 m
| Rang | Land | Atleet             | Tijd          |
| ---- | ---- | ------------------ | ------------- |
| 1    | ETH  | Haile Gebrselassie | 27.12,95 (KR) |
| 2    | MAR  | Khalid Skah        | 27.14,53      |
| 3    | KEN  | Paul Tergat        | 27.14,70      |
| 4    | MAR  | Salah Hissou       | 27.19,30      |
| 5    | KEN  | Josphat Machuka    | 27.23,72      |
| 6    | KEN  | Joseph Kimani      | 27.30,02      |
| 7    | GER  | Stéphane Franke    | 27.48,88      |
| 8    | POR  | Paulo Guerra       | 27.52,55      |

| Rang | Land | Atleet             | Tijd     |
| ---- | ---- | ------------------ | -------- |
| 1    | POR  | Fernanda Ribeiro   | 31.04,99 |
| 2    | ETH  | Derartu Tulu       | 31.08,10 |
| 3    | KEN  | Tegla Loroupe      | 31.17,66 |
| 4    | ITA  | Maria Guida        | 31.27,82 |
| 5    | RSA  | Elana Meyer        | 31.31,96 |
| 6    | GBR  | Liz McColgan-Lynch | 31.40,14 |
| 7    | RUS  | Alla Zhilyayeva    | 31.52,15 |
| 8    | JPN  | Hiromi Suzuki      | 31.54,01 |

### Marathon
| Rang | Land | Atleet                  | Tijd    |
| ---- | ---- | ----------------------- | ------- |
| 1    | ESP  | Martín Fiz              | 2:11.41 |
| 2    | MEX  | Dionicio Cerón          | 2:12.13 |
| 3    | BRA  | Luíz Antônio Dos Santos | 2:12.49 |
| 4    | GBR  | Peter Whitehead         | 2:14.08 |
| 5    | ESP  | Alberto Juzdado         | 2:15.29 |
| 6    | ESP  | Diego García            | 2:15.34 |
| 7    | GBR  | Richard Nerurkar        | 2:15.47 |
| 8    | AUS  | Steve Moneghetti        | 2:16.13 |

| Rang | Land | Atleet              | Tijd    |
| ---- | ---- | ------------------- | ------- |
| 1    | POR  | Manuela Machado     | 2:25.39 |
| 2    | ROU  | Anuța Cătună        | 2:26.25 |
| 3    | ITA  | Ornella Ferrara     | 2:30.11 |
| 4    | POL  | Malgorzata Sobanska | 2:31.10 |
| 5    | FIN  | Ritva Lemettinen    | 2:31.19 |
| 6    | ESP  | Mónica Pont         | 2:31.53 |
| 7    | USA  | Linda Somers        | 2:32.12 |
| 8    | GER  | Sonja Krolik-Oberem | 2:32.17 |

### 20 km snelwandelen/10 km snelwandelen
| Rang | Land | Atleet               | Tijd    |
| ---- | ---- | -------------------- | ------- |
| 1    | ITA  | Michele Didoni       | 1:19.59 |
| 2    | ESP  | Valentí Massana      | 1:20.23 |
| 3    | BLR  | Yevgeniy Misyulya    | 1:20.48 |
| 4    | RUS  | Ilja Markov          | 1:21.28 |
| 5    | CHN  | Zewen Li             | 1:21.39 |
| 6    | RUS  | Michail Sjtsjennikov | 1:22.16 |
| 7    | FRA  | Denis Langlois       | 1:22.21 |
| 8    | SVK  | Igor Kollár          | 1:22.30 |

| Rang | Land | Atleet                          | Tijd  |
| ---- | ---- | ------------------------------- | ----- |
| 1    | RUS  | Irina Stankina                  | 42.13 |
| 2    | ITA  | Elisabetta Perrone              | 42.16 |
| 3    | RUS  | Jelena Nikolajeva               | 42.20 |
| 4    | FIN  | Sari Essayah                    | 42.20 |
| 5    | RUS  | Larisa Ramazanova-Khmelnitskaya | 42.25 |
| 6    | ITA  | Rossella Giordano               | 42.26 |
| 7    | HUN  | Mária Urbanik-Rosza             | 42.34 |
| 8    | CHN  | Hongyu Liu                      | 42.46 |

### 50 km snelwandelen
| Rang | Land | Atleet                 | Tijd    |
| ---- | ---- | ---------------------- | ------- |
| 1    | FIN  | Valentin Kononen       | 3:43.42 |
| 2    | ITA  | Giovanni Perricelli    | 3:45.11 |
| 3    | POL  | Robert Korzeniowski    | 3:45.57 |
| 4    | MEX  | Miguel Angel Rodríguez | 3:46.34 |
| 5    | ESP  | Jesús Ángel García     | 3:48.05 |
| 6    | YUG  | Aleksandar Rakovic     | 3:49.35 |
| 7    | ITA  | Arturo Di Mezza        | 3:49.46 |
| 8    | FRA  | René Piller            | 3:49.47 |

### 110 m horden/100 m horden
| Rang | Land | Atleet           | Tijd  |
| ---- | ---- | ---------------- | ----- |
| 1    | USA  | Allen Johnson    | 13,00 |
| 2    | GBR  | Tony Jarrett     | 13,04 |
| 3    | USA  | Roger Kingdom    | 13,19 |
| 4    | USA  | Jack Pierce      | 13,27 |
| 5    | AUS  | Kyle Vander-Kuyp | 13,30 |
| 6    | FRA  | Dan Philibert    | 13,34 |
| 7    | CUB  | Erik Batte       | 13,38 |
| 8    | CUB  | Emilio Valle     | 13,43 |

| Rang | Land | Atleet                    | Tijd  |
| ---- | ---- | ------------------------- | ----- |
| 1    | USA  | Gail Devers               | 12,68 |
| 2    | KAZ  | Olga Sjisjigina           | 12,80 |
| 3    | RUS  | Joelia Filippova-Graoedyn | 12,85 |
| 4    | RUS  | Tatyana Reshetnikova      | 12,87 |
| 5    | SUI  | Julie Baumann             | 12,95 |
| 6    | JAM  | Gillian Russell           | 12,96 |
| 7    | JAM  | Dionne Rose               | 12,98 |
| 8    | SLO  | Brigita Bukovec           | 13,02 |

### 400 m horden
| Rang | Land | Atleet                   | Tijd  |
| ---- | ---- | ------------------------ | ----- |
| 1    | USA  | Derrick Adkins           | 47,98 |
| 2    | ZAM  | Samuel Matete            | 48,03 |
| 3    | FRA  | Stéphane Diagana         | 48,14 |
| 4    | RUS  | Ruslan Mashchenko        | 48,83 |
| 5    | SWE  | Sven Nylander            | 48,84 |
| 6    | ZIM  | Ken Harnden              | 48,89 |
| 7    | JPN  | Kazuhiko Yamazaki        | 49,22 |
| 8    | BRA  | Eronilde Nunes De Araújo | 49,86 |

| Rang | Land | Atleet                        | Tijd       |
| ---- | ---- | ----------------------------- | ---------- |
| 1    | USA  | Kim Batten                    | 52,61 (WR) |
| 2    | USA  | Tonja Buford                  | 52,62      |
| 3    | JAM  | Deon Hemmings                 | 53,48 (NR) |
| 4    | GER  | Heike Meissner                | 54,86      |
| 5    | UKR  | Tetjana Teresjtsjoek-Antipova | 54,94      |
| 6    | GER  | Silvia Rieger                 | 55,01      |
| 7    | ROU  | Ionela Târlea                 | 55,46      |
| 8    | KAZ  | Natalya Torshina              | 56,75      |

### 3.000 m steeplechase
| Rang | Land | Atleet                 | Tijd         |
| ---- | ---- | ---------------------- | ------------ |
| 1    | KEN  | Moses Kiptanui         | 8.04,16 (KR) |
| 2    | KEN  | Christopher Koskei     | 8.09,30      |
| 3    | KSA  | Saad Shaddad Al-Asmari | 8.12,95 (AS) |
| 4    | GER  | Steffen Brand          | 8.14,37      |
| 5    | ITA  | Angelo Carosi          | 8.14,85      |
| 6    | ROU  | Florin Ionescu         | 8.15,44      |
| 7    | RUS  | Vladimir Pronin        | 8.16,59      |
| 8    | GER  | Martin Strege          | 8.18,57      |

### 4 x 100 m estafette
| Rang | Land | Atleten                                                                                      | Tijd  |
| ---- | ---- | -------------------------------------------------------------------------------------------- | ----- |
| 1    | CAN  | Robert Esmie Glenroy Gilbert Bruny Surin Donovan Bailey                                      | 38,31 |
| 2    | AUS  | Paul Henderson Tim Jackson Steve Brimacombe Damien Marsh                                     | 38,50 |
| 3    | ITA  | Giovanni Puggioni Ezio Madonia Angelo Cipolloni Sandro Floris                                | 39,07 |
| 4    | JAM  | James Beckford Michael Green Leon Gordon Ray Stewart                                         | 39,10 |
| 5    | JPN  | Hisatsugu Suzuki Koji Ito Satoru Inoue Yoshitaka Ito                                         | 39,33 |
| 6    | BRA  | André Domingos da Silva Sidnei Telles De Souza Luciano Ribeiro Edson Robson Caetano da Silva | 39,35 |
| 7    | UKR  | Aleksej Tsjichatsjov Dmitri Vanjaikin Oleh Kramarenko Sergei Osovitsjtsj                     | 39,39 |
| 8    | SWE  | Peter Karlsson Matias Ghansah Lars Hedner Tobias Karlsson                                    | DSQ   |

| Rang | Land | Atleten                                                                       | Tijd  |
| ---- | ---- | ----------------------------------------------------------------------------- | ----- |
| 1    | USA  | Celena Mondie-Milner Colette Guidry-White Chryste Gaines Gwen Torrence        | 42,12 |
| 2    | JAM  | Dahlia Duhaney Juliet Cuthbert Beverly McDonald Merlene Ottey                 | 42,25 |
| 3    | GER  | Melanie Paschke Silke Lichtenhagen Silke-Beate Knoll Gabriele Becker          | 43,01 |
| 4    | BAH  | Eldece Clarke-Lewis Debbie Ferguson Sevatheda Fynes Pauline Davis-Thompson    | 43,14 |
| 5    | FRA  | Odile Singa Frédérique Bangué Patricia Girard Delphine Combe                  | 43,35 |
| 6    | FIN  | Jutta Kemila Sanna Hernesniemi-Kyllönen Heidi Suomi Heli Koivula              | 44,46 |
| 7    | COL  | Elia Manuela Mera Felipa Palacios Patricia Rodríguez Mirtha Brock             | 44,61 |
| 8    | RUS  | Natalya Voronova Galina Malchugina Marina Trandenkova Jekaterina Leschtschowa | DNF   |

### 4 x 400 m estafette
| Rang | Land | Atleten                                                               | Tijd    |
| ---- | ---- | --------------------------------------------------------------------- | ------- |
| 1    | USA  | Marlon Ramsey Derek Mills Butch Reynolds Michael Johnson              | 2.57,32 |
| 2    | JAM  | Michael McDonald Davian Clarke Danny McFarlane Gregory Haughton       | 2.59,88 |
| 3    | NGR  | Udeme Ekpeyong Kunle Adejuyigbe Jude Monye Sunday Bada                | 3.03,18 |
| 4    | GBR  | David McKenzie Mark Hylton Adrian Patrick Roger Black                 | 3.03,75 |
| 5    | POL  | Piotr Rysiukiewicz Pawel Januszewski Robert Maćkowiak Tomasz Jedrusik | 3.03,84 |
| 6    | CUB  | Jose Perez Jorge L. Crusellas Omar Mena Norberto Téllez               | 3.07,65 |
| 7    | KEN  | Samson Kitur Julius Chepkwony Kennedy Ochieng Charles Gitonga         | DNS     |
| 8    | GER  | Uwe Jahn Karsten Just Kai Karsten Rico Lieder                         | DSQ     |

| Rang | Land | Atleten                                                                    | Tijd    |
| ---- | ---- | -------------------------------------------------------------------------- | ------- |
| 1    | USA  | Kim Graham Rochelle Stevens Camara Jones Jearl Miles-Clark                 | 3.22,39 |
| 2    | RUS  | Tatjana Tsjebykina Svetlana Gontsjarenko Joelia Sotnikova Jelena Andrejeva | 3.23,98 |
| 3    | AUS  | Lee Naylor Renée Poetschka Melinda Gainsford-Taylor Cathy Freeman          | 3.25,88 |
| 4    | GER  | Karin Janke Silke-Beate Knoll Linda Kisabaka Uta Rohländer                 | 3.26,10 |
| 5    | GBR  | Melanie Neef Stephanie Llewellyn Lorraine Hanson Georgina Oladapo          | 3.26,89 |
| 6    | NGR  | Olabisi Afolabi Falilat Ogunkoya Omolade Akinremi Fatima Yusuf             | 3.27,85 |
| 7    | CUB  | Idalmis Bonne Ana Fidelia Quirot Nancy McLeon Julia Duporty                | 3.29,27 |
| 8    | JAM  | Revoli Campbell Merlene Frazer Sandie Richards Deon Hemmings               | DSQ     |

### Hoogspringen
| Rang | Land | Atleet           | Hoogte |
| ---- | ---- | ---------------- | ------ |
| 1    | BAH  | Troy Kemp        | 2,37 m |
| 2    | CUB  | Javier Sotomayor | 2,37 m |
| 3    | POL  | Artur Partyka    | 2,35 m |
| 4    | GBR  | Steve Smith      | 2,35 m |
| 4    | NOR  | Steinar Hoen     | 2,35 m |
| 6    | SWE  | Patrik Sjöberg   | 2,32 m |
| 7    | USA  | Tony Barton      | 2,29 m |
| 8    | YUG  | Dragutin Topic   | 2,25 m |

| Rang | Land | Atleet                 | Hoogte |
| ---- | ---- | ---------------------- | ------ |
| 1    | BUL  | Stefka Kostadinova     | 2,01 m |
| 2    | GER  | Alina Astafei          | 1,99 m |
| 3    | UKR  | Inha Babakova          | 1,99 m |
| 4    | RUS  | Tatjana Motkova        | 1,96 m |
| 5    | BLR  | Tatyana Shevchik       | 1,96 m |
| 6    | NOR  | Hanne Haugland         | 1,96 m |
| 7    | BUL  | Svetlana Isaeva-Leseva | 1,93 m |
| 8    | USA  | Amy Acuff              | 1,93 m |

### Verspringen
| Rang | Land | Atleet                  | Afstand |
| ---- | ---- | ----------------------- | ------- |
| 1    | CUB  | Iván Pedroso            | 8,70 m  |
| 2    | JAM  | James Beckford          | 8,30 m  |
| 3    | USA  | Mike Powell             | 8,29 m  |
| 4    | GER  | Georg Ackermann         | 8,14 m  |
| 5    | ROU  | Bogdan Tudor            | 8,01 m  |
| 6    | GRE  | Konstantinos Koukodímos | 8,00 m  |
| 7    | CHN  | Huang Geng              | 7,94 m  |
| 8    | BUL  | Ivaylo Mladenov         | 7,93 m  |

| Rang | Land | Atleet               | Afstand |
| ---- | ---- | -------------------- | ------- |
| 1    | ITA  | Fiona May            | 6,98 m  |
| 2    | CUB  | Niurka Montalvo      | 6,86 m  |
| 3    | RUS  | Irina Moesjailova    | 6,83 m  |
| 4    | RUS  | Olga Rublyova        | 6,78 m  |
| 5    | ITA  | Valentina Uccheddu   | 6,76 m  |
| 6    | USA  | Jackie Joyner-Kersee | 6,74 m  |
| 7    | POL  | Agata Karczmarek     | 6,71 m  |
| 8    | UKR  | Viktorija Versjinina | 6,66 m  |

### Polsstokhoogspringen
| Rang | Land | Atleet           | Hoogte |
| ---- | ---- | ---------------- | ------ |
| 1    | UKR  | Sergej Boebka    | 5,92 m |
| 2    | RUS  | Maksim Tarasov   | 5,86 m |
| 3    | FRA  | Jean Galfione    | 5,86 m |
| 4    | RSA  | Okkert Brits     | 5,80 m |
| 5    | RUS  | Rodion Gataullin | 5,70 m |
| 6    | USA  | Scott Huffman    | 5,70 m |
| 7    | RUS  | Igor Trandenkov  | 5,70 m |
| 8    | USA  | Dean Starkey     | 5,60 m |

### Hink-stap-springen
| Rang | Land | Atleet           | Afstand      |
| ---- | ---- | ---------------- | ------------ |
| 1    | GBR  | Jonathan Edwards | 18,29 m (WR) |
| 2    | BER  | Brian Wellman    | 17,62 m      |
| 3    | DMA  | Jerome Romain    | 17,59 m      |
| 4    | CUB  | Yoelbi Quesada   | 17,59 m      |
| 5    | CUB  | Yoel García      | 17,16 m      |
| 6    | JAM  | James Beckford   | 17,13 m      |
| 7    | USA  | Mike Conley      | 16,96 m      |
| 8    | BUL  | Galin Georgiev   | 16,93 m      |

| Rang | Land | Atleet                   | Afstand      |
| ---- | ---- | ------------------------ | ------------ |
| 1    | UKR  | Inessa Kravets           | 15,50 m (WR) |
| 2    | BUL  | Iva Prandzheva           | 15,18 m      |
| 3    | RUS  | Anna Birjoekova          | 15,08 m      |
| 4    | RUS  | Inna Lasovskaya          | 14,90 m      |
| 5    | ROU  | Rodica Petrescu-Mateescu | 14,82 m      |
| 6    | CHN  | Ren Ruiping              | 14,25 m      |
| 7    | BLR  | Zhanna Gureyeva          | 14,22 m      |
| 8    | ITA  | Barbara Lah              | 14,18 m      |

### Speerwerpen
| Rang | Land | Atleet         | Afstand |
| ---- | ---- | -------------- | ------- |
| 1    | CZE  | Jan Železný    | 89,58 m |
| 2    | GBR  | Steve Backley  | 86,30 m |
| 3    | GER  | Boris Henry    | 86,08 m |
| 4    | GER  | Raymond Hecht  | 83,30 m |
| 5    | SWE  | Dag Wennlund   | 82,04 m |
| 6    | GBR  | Mick Hill      | 81,06 m |
| 7    | RUS  | Yuriy Rybin    | 81,00 m |
| 8    | GER  | Andreas Linden | 80,76 m |

| Rang | Land | Atleet                        | Afstand |
| ---- | ---- | ----------------------------- | ------- |
| 1    | BLR  | Natalja Sjykolenko            | 67,56 m |
| 2    | ROU  | Felicia Tilea-Moldovan        | 65,22 m |
| 3    | FIN  | Mikaela Ingberg               | 65,16 m |
| 4    | FIN  | Heli Rantanen                 | 65,04 m |
| 5    | AUS  | Joanna Stone                  | 63,74 m |
| 6    | GER  | Tanja Damaske                 | 62,32 m |
| 7    | CUB  | Isel López                    | 60,80 m |
| 8    | RUS  | Yekaterina Krasnikova-Ivakina | 59,82 m |

### Discuswerpen
| Rang | Land | Atleet                | Afstand      |
| ---- | ---- | --------------------- | ------------ |
| 1    | GER  | Lars Riedel           | 68,76 m (KR) |
| 2    | BLR  | Vladimir Dubrovshchik | 65,98 m      |
| 3    | BLR  | Vasiliy Kaptyukh      | 65,88 m      |
| 4    | HUN  | Attila Horváth        | 65,72 m      |
| 5    | GER  | Jürgen Schult         | 64,44 m      |
| 6    | NGR  | Adewale Olukoju       | 63,66 m      |
| 7    | CUB  | Alexis Elizalde       | 63,28 m      |
| 8    | RUS  | Dmitriy Shevchenko    | 63,18 m      |

| Rang | Land | Atleet                      | Afstand |
| ---- | ---- | --------------------------- | ------- |
| 1    | BLR  | Ellina Zvereva              | 68,64 m |
| 2    | GER  | Ilke Wyludda                | 67,20 m |
| 3    | RUS  | Olga Buroeva-Tsjernjavskaja | 66,86 m |
| 4    | CUB  | Maritza Martén              | 64,36 m |
| 5    | RUS  | Natalja Sadova              | 62,60 m |
| 6    | NOR  | Mette Bergmann              | 62,48 m |
| 7    | GER  | Franka Dietzsch             | 61,28 m |
| 8    | BLR  | Lyudmila Filimonova         | 61,16 m |

### Kogelstoten
| Rang | Land | Atleet            | Afstand |
| ---- | ---- | ----------------- | ------- |
| 1    | USA  | John Godina       | 21,47 m |
| 2    | FIN  | Mika Halvari      | 20,93 m |
| 3    | USA  | Randy Barnes      | 20,41 m |
| 4    | UKR  | Aleksandr Bahach  | 20,38 m |
| 5    | USA  | Brent Noon        | 20,13 m |
| 6    | GER  | Oliver-Sven Buder | 20,11 m |
| 7    | UKR  | Roman Virastjoek  | 19,66 m |
| 8    | BLR  | Dmitriy Goncharuk | 19,38 m |

| Rang | Land | Atleet                  | Afstand |
| ---- | ---- | ----------------------- | ------- |
| 1    | GER  | Astrid Kumbernuss       | 21,22 m |
| 2    | CHN  | Huang Zhihong           | 20,04 m |
| 3    | BUL  | Svetla Mitkova-Sinirtas | 19,56 m |
| 4    | GER  | Kathrin Neimke          | 19,30 m |
| 5    | CHN  | Sui Xinmei              | 19,09 m |
| 6    | CHN  | Liuhong Zhang           | 19,07 m |
| 7    | USA  | Ramona Pagel            | 18,81 m |
| 8    | GER  | Stephanie Storp         | 18,81 m |

### Kogelslingeren
| Rang | Land | Atleet              | Afstand |
| ---- | ---- | ------------------- | ------- |
| 1    | TJK  | Andrej Abduvalijev  | 81,56 m |
| 2    | BLR  | Igor Astapkovitsj   | 81,10 m |
| 3    | HUN  | Tibor Gécsek        | 80,98 m |
| 4    | HUN  | Balázs Kiss         | 79,02 m |
| 5    | USA  | Lance Deal          | 78,66 m |
| 6    | BLR  | Sergey Alay         | 76,66 m |
| 7    | RUS  | Ilya Konovalov      | 76,50 m |
| 8    | RUS  | Aleksandr Seleznyov | 76,18 m |

### Tienkamp/zevenkamp
| Rang | Land | Atleet            | Punten   |
| ---- | ---- | ----------------- | -------- |
| 1    | USA  | Dan O'Brien       | 8695 pnt |
| 2    | BLR  | Eduard Hämäläinen | 8489 pnt |
| 3    | CAN  | Mike Smith        | 8419 pnt |
| 4    | EST  | Erki Nool         | 8268 pnt |
| 5    | CZE  | Tomáš Dvořák      | 8236 pnt |
| 6    | FRA  | Christian Plaziat | 8206 pnt |
| 7    | UKR  | Lev Lobodin       | 8196 pnt |
| 8    | USA  | Chris Huffins     | 8193 pnt |

| Rang | Land | Atleet               | Punten   |
| ---- | ---- | -------------------- | -------- |
| 1    | SYR  | Ghada Shouaa         | 6651 pnt |
| 2    | RUS  | Svetlana Moskalets   | 6575 pnt |
| 3    | HUN  | Rita Ináncsi         | 6522 pnt |
| 4    | SLE  | Eunice Barber        | 6340 pnt |
| 5    | USA  | Kym Carter           | 6329 pnt |
| 6    | CUB  | Maria Cárdenas Regla | 6306 pnt |
| 7    | GBR  | Denise Lewis         | 6299 pnt |
| 8    | USA  | Le Shundra Nathan    | 6258 pnt |

## Legenda
- WR: Wereldrecord
- KR: Kampioenschapsrecord
- NR: Nationaal record
- ER: Europees record
- AF: Afrikaans Record
- AM: Amerikaans record
- AS: Aziatisch record
- OC: Oceanisch record
- DSQ: Gediskwalificeerd
- DNF: Niet gefinisht
- DNS: Niet gestart

1983 · 
1987 · 
1991 · 
1993 · 
1995 · 
1997 · 
1999 · 
2001 · 
2003 · 
2005 · 
2007 · 
2009 · 
2011 · 
2013 · 
2015 · 
2017 · 
2019 · 
2022 · 
2023